# بخش اوسبی
بخش اوسبی (به سوئدی: Osby kommun) یک ناحیه شهری در سوئد است که در شهرستان اسکونه واقع شده‌است.

## خواهرخوانده
شهر Gribskov Municipality خواهرخواندهٔ بخش اوسبی هست.